# ラリー・コリエル
ラリー・コリエル（Larry Coryell、1943年4月2日 - 2017年2月19日）は、アメリカ合衆国のフュージョン・ギタリスト。ジャズとロックの融合に早くから取り組んだ他、アコースティック・ギターを使用したジャズとクラシックの融合も試みる。
長男はブルース・ギタリストのミュラリ・コリエル、次男は[Julian Coryell B.1973]、アラニス・モリセットなどのサポート・ギタリストで、シンガーソングライターとしても活動するジュリアン・コリエル。

## 来歴
テキサス州ガルベストン出身。1965年、フリー・スピリッツというジャズ・ロック・バンドを結成、翌年にアルバム『アート・ロックの夜明け (Out Of Sight And Sound)』発表。今日では、ブラッド・スウェット・アンド・ティアーズやマイルス・デイヴィスよりも早くからジャズとロックの調和を試みたバンドとして評価されている。また、1967年にはゲイリー・バートンとも共演。
1972年、ランディ・ブレッカー等と共に、ザ・イレヴンス・ハウスというフュージョン・バンドを結成。1975年までは、同バンドでの活動が中心となる。イレヴンス・ハウスとしては最後のアルバムとなる『アスペクツ』では、日野皓正と共演。
1975年、スティーヴ・カーンと共にアコースティック・ギターだけによるツアーを行い、以後1980年代中期まで、アコースティック・ギターの演奏が中心となる。1978年1月、盟友ランディ・ブレッカーと共に、チャールズ・ミンガスのレコーディングに参加。
1978年3月2日、コロムビアのニューヨーク・スタジオにて、トランペッターのマイルス・デイビスのセッションに、ベーシストのT.M.スティーヴンス、ピアニストの菊地雅章とジョージ・パヴリス、ドラマーのアル・フォスターと共に参加。この時の音源は公式に発表されていないが、2010年頃から非公式で出回っている。
1979年初頭、ステファン・グラッペリと共に、ジャンゴ・ラインハルトのトリビュート・アルバム『ヤング・ジャンゴ』（日本盤はステファン・グラッペリ名義）を制作。同年、ジョン・マクラフリンやパコ・デ・ルシアと共にアコースティック・ギター・トリオでのツアーを行うが、その後ラリーに代わってアル・ディ・メオラが加入。ラリーのリーダー・アルバム『トリビュータリーズ』（1979年）では、ジョン・スコフィールドやジョー・ベックと共に、アコースティック・ギター3本によるバトルを披露。1980年にはフューズ・ワンにも参加している。
1980年代前半には、イーゴリ・ストラヴィンスキーの三大バレエ音楽「火の鳥」、「ペトルーシュカ」、「春の祭典」、また「シェヘラザード」や「ボレロ」といったクラシック音楽の楽曲を取り上げる。1984年、山下和仁との連名で、ヴィヴァルディ作品を取り上げたアルバム『ギター・オデッセイ - 四季』発表。
1980年代中期以降は、エレクトリック/アコースティックの両面での活動を続ける。1994年には、渡辺香津美のアルバム『OYATSU』にゲスト参加。1986年にはアル・ディ・メオラとのアコースティック・ギター・デュオで来日公演もしている。
1980年代頃には一時日本に在住していたこともあり、多少の日本語は理解できるようである。また、井上陽水とも交友があり、陽水のライブではサポート・ギタリストも務めたことがある。なお、サポートで参加した1988年3月7日のサントリーホールでのライブは、翌1989年に『井上陽水ライブ'88 サントリーホール 夜のシミュレーション』のタイトルでビデオがリリースされていた（2017年現在、廃盤未DVD化）。
2017年2月19日、ツアー滞在先のニューヨークのホテルで死去。73歳没。

## ディスコグラフィ

### リーダー・アルバム
- 『レイディ・コリエル』 - Lady Coryell (1969年、Vanguard) ※旧邦題『スーパー・ロックの誕生』
- 『コリエル』 - Coryell (1969年、Vanguard)
- 『スペイセス』 - Spaces (1970年、Vanguard)
- 『アット・ザ・ヴィレッジ・ゲート』 - Larry Coryell at the Village Gate (1971年、Vanguard) ※旧邦題『ヴィレッジ・ゲートのラリー・コリエル』
- 『フェアリーランド』 - Fairyland (1971年、Mega Records)
- 『ベアフット・ボーイ』 - Barefoot Boy (1971年、Flying Dutchman)
- 『オファリング』 - Offering (1972年、Vanguard)
- 『リアル・グレイト・エスケープ』 - The Real Great Escape (1973年、Vanguard)
- 『レストフル・マインド』 - The Restful Mind (1975年、Vanguard)
- 『プラネット・エンド』 - Planet End (1975年、Vanguard)
- 『獅子座と牡羊座』 - The Lion and the Ram (1976年、Arista)
- 『トゥー・フォー・ザ・ロード』 - Two for the Road (1977年、Arista) ※with スティーヴ・カーン
- 『ツイン・ハウス』 - Twin House (1977年、Elektra) ※with フィリップ・カテリーン
- 『未来への再会』 - Back Together Again (1977年、Atlantic) ※with アルフォンス・ムゾーン
- At Montreaux (1978年、Vanguard)
- Better than Live (1978年)
- 『スタンディング・オベーション』 - Standing Ovation (1978年、Mood)
- Splendid (1978年、Elektra) ※with フィリップ・カテリーン
- Difference (1978年、Egg)
- 『ヨーロッパの印象』 - European Impressions (1978年)
- 『トリビュータリーズ』 - Tributaries (1979年) ※with ジョン・スコフィールド、ジョー・ベック
- 『リターン』 - Return (1979年、Vanguard)
- 『ボレロ』 - Boléro (1981年)
- The Larry Coryell Michel Urbaniak Duo (1982年、Keytone)
- 『シェエラザード』 - Scheherazade  (1982年、Philips)
- 『春の祭典』 - Le Sacre Du Printemps (1983年、Philips)
- 『火の鳥、ペトルーシュカ』 - L'Oiseau de Feu, Petrouchka (1983年、Philips)
- 『ビーイング・ボーン』 - Just Like Being Born (1984年、Flying Fish) ※with ブライアン・キーン
- 『ギター・オデッセイ - 四季』 - The Four Seasons (1984年、RVC Corporation) ※with 山下和仁
- 『カミン・ホーム』 - Comin' Home (1984年、Muse)
- 『静寂なる春の日に』 - A Quiet Day in Spring (1985年、SteepleChase) ※with マイケル・ウルバニアク
- 『トゥゲザー』 - Together (1985年、Concord Jazz) ※with エミリー・レムラー
- 『エキポイズ』 - Equipoise (1986年、Muse)
- 『クァルテット - ビル・エヴァンスとスコット・ラファロに捧ぐ』 - Quartet - Dedicated To Bill Evans And Scott La Faro (1987年、Jazzpoint Records) ※with ミロスラフ・ヴィトウス
- 『トク・ド』 - Toku Do (1988年、Muse)
- 『ヴィジョンズ・イン・ブルー』 - Visions In Blue Coryell Plays Ravel & Gershwin (1989年、Little Major Records)
- Dragon Gate (1989年、Shanachie)
- 『シャイニング・アワー』 - Shining Hour (1989年、Muse)
- 『アメリカン・オデッセイ』 - American Odyssey (1990年、DRG)
- Larry Coryell/Don Lanphere (1990年、Hep)
- 『トゥエルブ・フレット・トゥ・ワン・オクターブ』 - Twelve Frets to One Octave (1991年、Shanachie)
- 『ラリー・コリエル・アンド・ライヴ・フロム・バイーア』 - Live from Bahia (1992年、CTI)
- Fallen Angel (1993年、CTI)
- I'll Be Over You (1995年、CTI)
- 『アランフエス協奏曲』 - Sketches of Coryell (1996年、Shanachie)
- 『スペイセス・リビジッテド』 - Spaces Revisited (1997年、Shanachie)
- Cause and Effect (1998年、Tone Center)
- Private Concert (1998年、Acoustic Music Records)
- Monk, Trane, Miles & Me (1999年、HighNote)
- From the Ashes (1999年、Water Lily Acoustics) ※with ラクシュミナラヤーナ・サブラマニアム
- New High (2000年、HighNote)
- Count's Jam Band Reunion (2001年、Tone Center)
- Cedars of Avalon (2002年、HighNote)
- The Power Trio: Live in Chicago (2003年、HighNote)
- 『スリー・ギターズ』 - Three Guitars (2003年、Chesky) ※with バディ・アサド、ジョン・アバークロンビー
- Tricycles (2004年) ※with マーク・イーガン、ポール・ワーティコ
- 『エレクトリック』 - Electric (2005年、Chesky) ※with ヴィクター・ベイリー、レニー・ホワイト
- 『トラフィック』 - Traffic (2006年、Chesky) ※with ヴィクター・ベイリー、レニー・ホワイト
- Laid Back and Blues (2006年、Rhombus)
- Earthquake at the Avalon (2009年、In-akustik)
- Larry Coryell with the Wide Hive Players (2011年、Wide Hive)
- Montgomery (2011年、Patuxent)
- Duality (2011年、Random Act) with ケニー・ドリュー
- The Lift (2013年、Wide Hive)
- Heavy Feel (2015年、Wide Hive)

### フリー・スピリッツ
- 『アート・ロックの夜明け』 - Out of Sight and Sound (1967年、ABC)
- Live at the Scene (2011年、Sunbeam) ※ライブ

### ザ・イレヴンス・ハウス
- 『ラリー・コリエル & ザ・イレヴンス・ハウス』 - Introducing The Eleventh House with Larry Coryell (1974年、Vanguard)
- Level One (1975年、Arista)
- 『アスペクツ』 - Aspects (1976年、Arista)
- Larry Coryell & The Eleventh House At Montreux (1978年) ※ライブ
- 『1975年1月～ライヴ・ラヴ・シリーズ Vol.1』 - Larry Coryell & The Eleventh House January 1975 (2014年) ※ライブ
- Live At The Jazz Workshop (July 1975) (2015年) ※ライブ
- The Funky Waltz (Jazz Workshop, Boston 1973) (2016年) ※ライブ
- 『セブン・シークレッツ』 - Seven Secrets (2017年)

### フューズ・ワン
- 『フューズ』 - Fuse One (1980年、CTI)
- 『アイス』 - Ice (1984年、Electric Bird)